# Isanthidae
Isanthidae is een familie uit de orde van de zeeanemonen (Actiniaria). De familie is voor het eerst wetenschappelijk beschreven door Carlgren in 1938. De familie omvat 6 geslachten en 7 soorten.

## Geslachten
- Austroneophellia Zamponi, 1978
- Cnidanthea
- Eltaninactis Dunn, 1983
- Isanthus
- Neophellia
- Paraisanthus Sanamyan & Sanamyan, 1998
- Zaolutus